# Віктор Генеску
Віктор Генеску (нар. 21 липня 1981) — колишній румунський тенісист.
Найвищу одиночну позицію світового рейтингу — 26 місце досяг 6 липня 2009, парну — 92 місце — 30 січня 2012 року.
Здобув 1 одиночний та 2 парні титули.
Найвищим досягненням на турнірах Великого шолома був чвертьфінал в одиночному розряді.
Завершив кар'єру 2016 року.

## Фінали турнірів ATP за кар'єру

### Одиночний розряд: 5 (1–4)
| Легенда                             |
| ----------------------------------- |
| Турніри Великого шолома (0–0)       |
| Фінали Світового туру ATP (0–0)     |
| Світовий Тур ATP Мастерс 1000 (0–0) |
| Серія 500 Світового туру ATP (0–0)  |
| Серія 250 Світового туру ATP (1–4)  |

| Титули за покриттям |
| ------------------- |
| Тверде (0–0)        |
| Ґрунт (1–4)         |
| Трава (0–0)         |
| Килим (0–0)         |

| Результат | В-П | Дата            | Турнір                                       | Покриття | Суперник         | Рахунок            |
| --------- | --- | --------------- | -------------------------------------------- | -------- | ---------------- | ------------------ |
| Поразка   | 0–1 | 16 вересня 2007 | BCR Open Romania, Бухарест, Румунія          | Ґрунт    | Жиль Сімон       | 6–4, 3–6, 2–6      |
| Перемога  | 1–1 | 13 липня 2008   | Allianz Suisse Open Gstaad, Гштад, Швейцарія | Ґрунт    | Ігор Андрєєв     | 6–3, 6–4           |
| Поразка   | 1–2 | 12 липня 2009   | MercedesCup, Штутгарт, Німеччина             | Ґрунт    | Жеремі Шарді     | 6–1, 3–6, 4–6      |
| Поразка   | 1–3 | 11 квітня 2010  | Grand Prix Hassan II, Касабланка, Марокко    | Ґрунт    | Стен Вавринка    | 2–6, 3–6           |
| Поразка   | 1–4 | 21 травня 2011  | Open de Nice Côte d'Azur, Ніцца, Франція     | Ґрунт    | Ніколас Альмагро | 7–6(7–5), 3–6, 3–6 |

### Парний розряд: 4 (2–2)
| Легенда                             |
| ----------------------------------- |
| Турніри Великого шолома (0–0)       |
| Фінали Світового туру ATP (0–0)     |
| Світовий Тур ATP Мастерс 1000 (0–0) |
| Серія 500 Світового туру ATP (2–0)  |
| Серія 250 Світового туру ATP (0–2)  |

| Титули за покриттям |
| ------------------- |
| Тверде (0–0)        |
| Ґрунт (2–2)         |
| Трава (0–0)         |
| Килим (0–0)         |

| Результат | В-П | Дата            | Турнір                                      | Покриття | Партнер          | Суперники                       | Рахунок       |
| --------- | --- | --------------- | ------------------------------------------- | -------- | ---------------- | ------------------------------- | ------------- |
| Поразка   | 0–1 | 18 вересня 2005 | BCR Open Romania, Бухарест, Румунія         | Ґрунт    | Андрей Павел     | Хосе Акасусо Себастьян Прієто   | 3–6, 6–4, 3–6 |
| Перемога  | 1–1 | 14 липня 2008   | Austrian Open, Кіцбюель, Австрія            | Ґрунт    | Джеймс Серретані | Лукас Арнольд Кер Олів'є Рохус  | 6–3, 7–5      |
| Поразка   | 1–2 | 13 липня 2009   | MercedesCup, Штутгарт, Німеччина            | Ґрунт    | Горія Текеу      | Франтішек Чермак Міхал Мертиняк | 5–7, 4–6      |
| Перемога  | 2–2 | 26 лютого 2011  | Abierto Mexicano TELCEL, Акапулько, Мексика | Ґрунт    | Горія Текеу      | Марсело Мело Бруно Соарес       | 6–1, 6–3      |

## Фінали ATP Челленджер і ITF Ф'ючерс

### Одиночний розряд: 21 (11–10)
| Легенда              |
| -------------------- |
| ATP Челленджер (8–8) |
| ITF Ф'ючерс (3–2)    |

| Фінали за покриттям |
| ------------------- |
| Тверде (0–1)        |
| Ґрунт (11–9)        |
| Трава (0–0)         |
| Килим (0–0)         |

| Результат | В-П   | Дата     | Турнір                          | Рівень     | Покриття | Суперник                  | Рахунок            |
| --------- | ----- | -------- | ------------------------------- | ---------- | -------- | ------------------------- | ------------------ |
| Перемога  | 1–0   | Тра 2001 | Словаччина F1, Левиці           | Ф'ючерс    | Ґрунт    | Іван Берош                | 6–4, 4–6, 6–1      |
| Перемога  | 2–0   | Тра 2001 | Словаччина F2, Превідза         | Ф'ючерс    | Ґрунт    | Петр Лукса                | 6–2, 6–1           |
| Поразка   | 2–1   | Лип 2001 | Румунія F1, Бухарест            | Ф'ючерс    | Ґрунт    | Константінос Ікономідіс   | 7–6(7–2), 2–6, 1–6 |
| Перемога  | 3–1   | Лип 2001 | Румунія F2, Бухарест            | Ф'ючерс    | Ґрунт    | Артемон Апосту-Ефремов    | 7–6(7–2), 6–4      |
| Поразка   | 3–2   | Вер 2001 | Фройденштадт, Німеччина         | Челленджер | Ґрунт    | Альберт Монтаньєс         | 0–6, 3–6           |
| Перемога  | 4–2   | Вер 2002 | Мая (Португалія), Португалія    | Челленджер | Ґрунт    | Оскар Ернандес            | 6–1, 3–6, 6–3      |
| Поразка   | 4–3   | Тра 2003 | Рим, Італія                     | Челленджер | Ґрунт    | Джорджо Галімберті        | 2–6, 4–6           |
| Перемога  | 5–3   | Жов 2004 | Рим, Італія                     | Челленджер | Ґрунт    | Франческо Альді           | 7–6(7–4), 6–2      |
| Поразка   | 5–4   | Чер 2007 | Мілан, Італія                   | Челленджер | Ґрунт    | Сантьяго Вентура Бертомеу | 3–6, 5–7           |
| Перемога  | 6–4   | Сер 2007 | Тімішоара, Румунія              | Челленджер | Ґрунт    | Сантьяго Вентура Бертомеу | 7–6(7–2), 6–3      |
| Перемога  | 7–4   | Сер 2007 | Ґрац, Австрія                   | Челленджер | Ґрунт    | Леонардо Маєр             | 7–6(7–4), 6–2      |
| Перемога  | 8–4   | Вер 2007 | Бухарест, Румунія               | Челленджер | Ґрунт    | Марсель Гранольєрс        | 7–6(8–6), 6–1      |
| Поразка   | 8–5   | Лис 2008 | PEOPLEnet CUP, Україна          | Челленджер | Тверде   | Фабріс Санторо            | 2–6, 3–6           |
| Поразка   | 8–6   | Лип 2012 | Арад, Румунія                   | Челленджер | Ґрунт    | Факундо Баньїс            | 4–6, 4–6           |
| Перемога  | 9–6   | Лип 2012 | Тімішоара, Румунія              | Челленджер | Ґрунт    | Ґійом Рюфен               | 6–0, 6–3           |
| Поразка   | 9–7   | Лип 2012 | Bercuit, Бельгія                | Челленджер | Ґрунт    | Тіємо де Баккер           | 4–6, 6–3, 5–7      |
| Поразка   | 9–8   | Сер 2012 | Сібіу, Румунія                  | Челленджер | Ґрунт    | Адріан Унгур              | 4–6, 6–7(1–7)      |
| Перемога  | 10–8  | Вер 2012 | Баня-Лука, Боснія і Герцеговина | Челленджер | Ґрунт    | Андреас Гайдер-Маурер     | 6–4, 6–1           |
| Перемога  | 11–8  | Вер 2012 | Щецин, Польща                   | Челленджер | Ґрунт    | Іньїго Сервантес          | 6–4, 7–5           |
| Поразка   | 11–9  | Вер 2015 | Баня-Лука, Боснія і Герцеговина | Челленджер | Ґрунт    | Душан Лайович             | 6–7(5–7), 6–7(5–7) |
| Поразка   | 11–10 | Лют 2016 | США F7, Плантейшен (Флорида)    | Ф'ючерс    | Ґрунт    | Хуан Карлос Саес          | 3–6, 6–2, 6–7(5–7) |

### Парний розряд: 5 (4–1)
| Легенда              |
| -------------------- |
| ATP Челленджер (2–1) |
| ITF Ф'ючерс (2–0)    |

| Фінали за покриттям |
| ------------------- |
| Тверде (0–0)        |
| Ґрунт (4–1)         |
| Трава (0–0)         |
| Килим (0–0)         |

| Результат | В-П | Дата     | Турнір                  | Рівень     | Покриття | Партнер         | Суперники                              | Рахунок               |
| --------- | --- | -------- | ----------------------- | ---------- | -------- | --------------- | -------------------------------------- | --------------------- |
| Перемога  | 1–0 | Тра 2001 | Словаччина F2, Превідза | Ф'ючерс    | Ґрунт    | Віктор Брутанс  | Маріуш Фирстенберг Дідас Перес-Мінарро | 2–6, 6–2, 6–0         |
| Перемога  | 2–0 | Лип 2001 | Румунія F2, Бухарест    | Ф'ючерс    | Ґрунт    | Віктор Йоніце   | Мар'юс Калугеру Марк Еберлінґ          | 6–4, 6–1              |
| Перемога  | 3–0 | Чер 2002 | Турин, Італія           | Челленджер | Ґрунт    | Оскар Ернандес  | Денис Голованов Вадим Куценко          | 6–4, 6–3              |
| Перемога  | 4–0 | Сер 2002 | Женева, Швейцарія       | Челленджер | Ґрунт    | Леонардо Ольгін | Андрес Шнейтер Орлін Станойчев         | 1–6, 6–4, 6–4         |
| Поразка   | 4–1 | Вер 2015 | Алфен, Нідерланди       | Челленджер | Ґрунт    | Адріан Унгур    | Тобіас Камке Ян-Леннард Штруфф         | 6–7(1–7), 6–3, [7–10] |

## Досягнення
| W | Ф | ПФ | ЧФ | #Р | КТ | К# | DNQ | A | NH |

### Одиночний розряд
Актуально станом на завершення Вімблдонський турнір 2015.
| Турнір                                 | 2002             | 2003             | 2004             | 2005             | 2006             | 2007             | 2008             | 2009             | 2010             | 2011             | 2012             | 2013             | 2014             | 2015             | В-П   |
| -------------------------------------- | ---------------- | ---------------- | ---------------- | ---------------- | ---------------- | ---------------- | ---------------- | ---------------- | ---------------- | ---------------- | ---------------- | ---------------- | ---------------- | ---------------- | ----- |
| Турніри Великого шлему                 |                  |                  |                  |                  |                  |                  |                  |                  |                  |                  |                  |                  |                  |                  |       |
| Відкритий чемпіонат Австралії з тенісу |                  |                  | 1р               | 2р               | 1р               | 1р               | 1р               | 2р               | 2р               | 1р               | 1р               | 1р               | 2р               |                  | 4–11  |
| Відкритий чемпіонат Франції з тенісу   | К1р              | 3р               | 2р               | ЧФ               |                  | 1р               | 2р               | 4р               | 3р               | 2р               | 1р               | 3р               | 1р               | К2р              | 16–11 |
| Вімблдонський турнір                   |                  | 3р               | 1р               | 2р               |                  |                  | 2р               | 3р               | 3р               | 2р               |                  | 1р               | 1р               | К1р              | 9–9   |
| Відкритий чемпіонат США з тенісу       |                  | 1р               | 1р               | 1р               |                  |                  | 2р               | 1р               | 2р               | 1р               |                  | 1р               |                  |                  | 2–8   |
| В-П                                    | 0–0              | 4–3              | 1–4              | 6–4              | 0–1              | 0–2              | 3–4              | 6–4              | 6–4              | 2–4              | 0–2              | 2–4              | 1–3              | 0–0              | 31–39 |
| Тур ATP Мастерс 1000                   |                  |                  |                  |                  |                  |                  |                  |                  |                  |                  |                  |                  |                  |                  |       |
| Індіан-Веллс                           |                  |                  | 2р               | 1р               |                  |                  | 2р               | 1р               | 2р               | 2р               |                  | 1р               | 2р               | 2р               | 6–9   |
| Відкритий чемпіонат Маямі з тенісу     |                  |                  | 1р               | 2р               | 1р               |                  | 1р               | 1р               | 1р               | 1р               |                  | 2р               | 1р               | К1р              | 2–9   |
| Монте-Карло                            |                  |                  |                  | 3р               | 1р               |                  |                  | 2р               | 1р               | 1р               | 1р               | 1р               |                  |                  | 3–7   |
| Рим                                    |                  | 2р               |                  | 2р               | 1р               | К1р              | К1р              | 1р               | 3р               | 1р               | К2р              |                  |                  |                  | 4–6   |
| Мадрид                                 |                  |                  |                  | 2р               |                  |                  | 2р               | 1р               | 3р               | 1р               | 1р               |                  |                  |                  | 4–6   |
| Мастерс Канада                         |                  |                  |                  |                  |                  |                  |                  | 3р               | 3р               |                  |                  |                  |                  |                  | 4–2   |
| Мастерс Цинциннаті                     |                  |                  |                  |                  |                  |                  |                  | 1р               | 1р               |                  |                  |                  |                  |                  | 0–2   |
| Шанхай                                 | Не серія Мастерс | Не серія Мастерс | Не серія Мастерс | Не серія Мастерс | Не серія Мастерс | Не серія Мастерс | Не серія Мастерс | 1р               |                  |                  |                  | 1р               |                  |                  | 0–2   |
| Париж                                  |                  | 2р               | 2р               | 1р               |                  |                  |                  | 1р               |                  |                  | 2р               | К2р              |                  |                  | 2–5   |
| Гамбург                                |                  |                  | 2р               |                  |                  |                  | К1р              | Не серія Мастерс | Не серія Мастерс | Не серія Мастерс | Не серія Мастерс | Не серія Мастерс | Не серія Мастерс | Не серія Мастерс | 1–1   |
| В-П                                    | 0–0              | 2–2              | 2–4              | 5–6              | 0–3              | 0–0              | 2–3              | 3–9              | 7–7              | 1–5              | 0–3              | 1–4              | 1–2              | 1–1              | 25–49 |

### Парний розряд
Актуально станом на завершення Відкритий чемпіонат США з тенісу 2013.
| Турніри Великого шлему                 |     |     |     |     |     |     |     |     |     |     |      |
| Відкритий чемпіонат Австралії з тенісу | 1р  |     | 1р  |     | 1р  |     | 1р  | 2р  | 2р  |     | 2–6  |
| Відкритий чемпіонат Франції з тенісу   |     | 1р  |     |     |     | 1р  | 1р  | 2р  | 1р  |     | 1–5  |
| Вімблдонський турнір                   |     | 2р  |     | 2р  | 2р  |     |     |     |     |     | 3–3  |
| Відкритий чемпіонат США з тенісу       |     | 2р  |     | 1р  | 1р  | 2р  | 1р  |     | 1р  |     | 2–6  |
| В-П                                    | 0–1 | 2–3 | 0–1 | 1–2 | 1–3 | 1–2 | 0–3 | 2–2 | 1–3 | 0–0 | 8–20 |